# Droits LGBT en Namibie
 (juin 2024).
La mise en forme du texte ne suit pas les recommandations de Wikipédia : il faut le « wikifier ».
Les points d'amélioration suivants sont les cas les plus fréquents. Le détail des points à revoir est peut-être précisé sur la page de discussion.
- Les titres sont pré-formatés par le logiciel. Ils ne sont ni en capitales, ni en gras.
- Le texte ne doit pas être écrit en capitales (les noms de famille non plus), ni en gras, ni en italique, ni en « petit »…
- Le gras n'est utilisé que pour surligner le titre de l'article dans l'introduction, une seule fois.
- L'italique est rarement utilisé : mots en langue étrangère, titres d'œuvres, noms de bateaux, etc.
- Les citations ne sont pas en italique mais en corps de texte normal. Elles sont entourées par des guillemets français : « et ».
- Les listes à puces sont à éviter, des paragraphes rédigés étant largement préférés. Les tableaux sont à réserver à la présentation de données structurées (résultats, etc.).
- Les appels de note de bas de page (petits chiffres en exposant, introduits par l'outil «  Source ») sont à placer entre la fin de phrase et le point final[comme ça].
- Les liens internes (vers d'autres articles de Wikipédia) sont à choisir avec parcimonie. Créez des liens vers des articles approfondissant le sujet. Les termes génériques sans rapport avec le sujet sont à éviter, ainsi que les répétitions de liens vers un même terme.
- Les liens externes sont à placer uniquement dans une section « Liens externes », à la fin de l'article. Ces liens sont à choisir avec parcimonie suivant les règles définies. Si un lien sert de source à l'article, son insertion dans le texte est à faire par les notes de bas de page.
- La présentation des références doit suivre les conventions bibliographiques. Il est recommandé d'utiliser les modèles {{Ouvrage}}, {{Chapitre}}, {{Article}}, {{Lien web}} et/ou {{Bibliographie}}. Le mode d'édition visuel peut mettre en forme automatiquement les références.
- Insérer une infobox (cadre d'informations à droite) n'est pas obligatoire pour parachever la mise en page.

Pour une aide détaillée, merci de consulter Aide:Wikification.
Si vous pensez que ces points ont été résolus, vous pouvez retirer ce bandeau et améliorer la mise en forme d'un autre article.
En Namibie, le droit s'appliquant aux personnes lesbiennes, gays, bisexuelles et transgenres (LGBT) est répressif.
La sodomie fut longtemps illégale en Namibie et passible d'une peine de prison. L'ancien président Sam Nujoma et l'ancien ministre Jerry Ekandjo (en) se sont à plusieurs reprises livrés à des déclarations ouvertement hostiles aux droits des homosexuels. Ces déclarations ont fait l'objet de condamnations tant au niveau national qu'international.
Malgré cela, des groupes militants LGBT (Lesbiennes, Gays, Bisexuels et Transgenres), comme Sister Namibia et Rainbow Project, opèrent librement dans les principales villes de Namibie. Plusieurs attaques contre ces organisations ou des homosexuels acquérant une certaine visibilité comme Wendelinus Hamutenya, le Mister Gay de Namibie, ont toutefois été à déplorer. Il n'y a pas d'information disponible sur l'histoire des citoyens LGBT avant 1990.
À partir de 1995, une campagne anti-homosexuelle est lancée dans le pays par le parti au pouvoir (la SWAPO), qui avait pourtant auparavant lutté contre l'apartheid. Il s'agissait notamment de discréditer certains adversaires politiques. La trajectoire de la Namibie diffère donc radicalement de celle de l'Afrique du Sud, où la lutte contre l'apartheid s'est couplée d'un combat pour les femmes et les minorités sexuelles.
En juin 2024, un tribunal de grande instance de Namibie déclare inconstitutionnelles deux lois datant de l'époque coloniale qui criminalisent les relations homosexuelles entre hommes.

## Mariage
Le 16 mai 2023, la plus haute institution juridique de Namibie a reconnu les mariages de couples de même sexe conclus à l’étranger. Cependant, le Parlement namibien réagit en adoptant, en juillet 2023, une loi interdisant le mariage entre personnes de même sexe et en sanctionnant ses partisans. Le texte est toujours en attente de ratification par le président.